# Matz von Weimar
Der Matz von Weimar war eine Kunstuhr am Stadthaus in Weimar. Als humoristisches Wahrzeichen der Stadt war sie bei der Weimarer Bevölkerung sehr beliebt. Nach Alexander Baumgartner wurde das Stadthaus nur durch seinen „Matz“ berühmt.
Die Uhr fertigte Uhrmacher Bartel Schmid aus Freyburg 1540 für das Giebelfeld. Im Jahr 1544 gab er für 20 Jahre Gewähr, die Uhr kostenfrei zu reparieren. Die Figur eines von zwei Böcken gestoßenen kleinen Mannes, der auch Türke oder Matz genannt wurde, klingelte die Stunden. Zudem wurden in einem kleinen Quadrat, angeordnet um eine blaue Kugel, Sterne angezeigt, sowie die Mondphasen in Gold und der Sonnen-, Mond- und Planetenlauf. Aus statischen Gründen wurde die Uhr dort abgebaut und 1812 an das alte Rathaus versetzt. Dieses brannte 1837 samt der Uhr ab.
U.a. in der Biographie zu Jakob Michael Reinhold Lenz von Herbert Kraft gibt es eine Beschreibung der ehemaligen Uhr. Selbst Goethe ließ 1775 eine seiner Figuranten in Hanswursts Hochzeit als Matz von Weimar erscheinen.
Carl Wilhelm Heinrich von Lyncker, der Chronist der Goethezeit, gab hierzu mit folgender Beschreibung die detailgetreueste überhaupt:

„Unter dem sonstigen Rathause (jetzt Stadthaus genannt) befanden sich seiner Länge nach zwei große Bogengänge; der eine war mit Fleischerbuden angefüllt, welche oft einen übeln Geruch verursachten, der zweite aber diente zur Aufbewahrung der Feuerleitern, Haken und dergleichen Geräte. An der Giebelfronte dieses Gebäudes war eine zu jener Zeit sehr merkwürdige Uhr befindlich, bei deren Schlag sich drei blecherne, buntfarbige Figuren, von ohngefähr zwei Ellen Höhe, in Bewegung setzten. Die Hauptfigur war türkisch gekleidet, hatte in der linken Hand eine Klingel, in der rechten einen Stab.; erstere ließ der Türke bei jedem Stundenschlag ertönen, mit dem Stab aber schlug er nach Maßgabe der Stunde die sogenannte Stadtglocke und sperrte bei jedem Schlage den Mund so weit wie möglich auf. Sein angenommener Name war Matz, und auch in vielen honorablen Gesellschaften erwähnte man, daß der Matz schon geklingelt habe und das Schlagen der Stunde erfolgen werde. Die anderen Figuren bestanden in zwei auf beiden Seiten des Matzes auf ihren Hinterfüßen sich gegenübersitzenden Böcken, welche bei jedem Schlage denselben in die Seite stutzten.“

 Eine bildliche Überlieferung gibt es nicht oder ist nicht bekannt.

## Zur Person Bartel Schmid
Bartel Schmid (genaue Lebensdaten unbekannt) war aus Freyburg. Uhrmacher.
Seine Wirksamkeit entfaltete er vor allem in Weimar. Von seinen wichtigen Werken wie dem Matz von Weimar am Alten Rathaus, den er 1544 vollendete und für den er 20 Jahre Garantie gegeben hatte, hat sich nichts erhalten. Es war der Matz nicht die erste Uhr am Rathaus, denn Schmid baute einen neuen nach vier Jahren neu. Eine Uhr befand sich seit mindestens 1526 an der Stelle, die ein Hans von Pössneck fertigte.